# Condado de Audubon
O Condado de Audubon é um dos 99 condados do estado norte-americano de Iowa. A sede do condado é Audubon, que é também a sua maior cidade. O condado tem uma área de 1149 km² (dos quais 1 km² está coberto por água), uma população de 6830 habitantes, e uma densidade populacional de 6 hab/km² (segundo o censo nacional de 2000). O condado foi fundado em 1851 e recebeu o seu nome em homenagem a John James Audubon (1785–1851), ornitólogo, naturalista e pintor.